# CIC Video
CIC Video (sigla para "Cinema International Corporation Video") foi uma distribuidora de fitas de videocassete, pertencente a uma joint venture entre a Paramount Pictures com a Universal Studios
Operou em países como Alemanha, Portugal, Brasil, França, Reino Unido e Suécia. Em seus últimos anos a empresa ficou responsável também por distribuir, além de filmes da Universal e da Paramount, produções da DreamWorks SKG.
Durante boa parte de sua existência, a marca liderou as vendas no mercado de home vídeo. No ano de 1987 e no começo dos anos 90, a filial brasileira produziu vídeoclipes com cenas dos filmes lançados pela CIC, em comemoração às milhões de fitas vendidas. Ainda nos anos 90, também no Brasil, produz, em conjunto com uma produtora, filmes publicitários, com a participação do crítico de cinema Rubens Edwald Filho, anunciando os próximos lançamentos da empresa, que contam, inclusive, com cenas dos filmes anunciados na época. Um deles, a de 1996, usou como lojas, hipermercados e videolocadoras como locações para esta gravação.
Em 1999, a CIC Vídeo foi dissolvida, quando a Universal Pictures comprou a gravadora PolyGram e reorganizou a sua divisão de vídeo com o nome de Universal Home Entertainment, distribuindo os filmes da Universal e da DreamWorks. A CIC Video foi sucedida pela Paramount Home Entertainment, operação de distribuição do estúdio Paramount.
No Brasil, a CIC permaneceu na ativa até o começo de 2001, apenas utilizando a logomarca da empresa e sem exibir vinheta genérica, quando a Paramount Brasil entrou em seu lugar.

## Pós-CIC Video (Brasil)
A partir do começo de 2001, cada empresa segue seu rumo. A Paramount Brasil assume as operações, e os filmes da Universal Studios/Dreamworks ficou sem distribuidora provisoriamente. Com isso, produções como Caindo na Estrada, Velozes e Furiosos e American Pie 2 foram lançados em VHS - com um design gráfico diferente da fase Microservice - e em DVD sob a distribuição da Columbia Tristar Home Entertainment do Brasil (exceto Caindo na Estrada, que foi posteriormente lançado pela Paramount Brasil/Dreamworks como Road Trip - Caindo na Estrada em DVD e Blu-ray) até o lançamento oficial da Universal Studios Home Entertainment Brasil em meados daquele ano. As fitas de vídeo da Universal Studios Home Entertainment apresentam os mesmos letreiros de aviso da CIC Vídeo usados entre 1997 e 2001, diferente da Paramount, que reutiliza o texto antigo do "AVISO" com o fundo padrão usado também nos DVDs, mais precisamente na escolha de idiomas dos filmes lançados.
Projetos de pequeno porte lançados pela Paramount no Brasil, inclusive filmes para TV, foram lançados exclusivamente em VHS. Em abril de 2001, a filial brasileira anuncia seus primeiros lançamentos em DVD, conforme antecipado em reportagem da edição nº 93 da revista Ver Vídeo.
As fitas e DVDs da Paramount eram fabricadas, produzidas e desenvolvidas na Videolar. Já os projetos da Universal Home Entertainment, por sua vez, foram feitos na Microservice a partir de 2002.